# Phaethon
Pour les articles homonymes, voir Phaéton.
Genre
Phaethon est un genre d'oiseaux de mer de la famille des Phaethontidae. Il est constitué de trois espèces existantes nommées phaétons (sans le second h) ou paille-en-queues.

## Terminologie
Leurs plumes colorées leur ont valu le nom de paille-en-cul, paille-en-queue, ou fétu-en-cul. Leurs noms en anglais et dans les différentes langues germaniques signifient « oiseau des tropiques ».

## Description

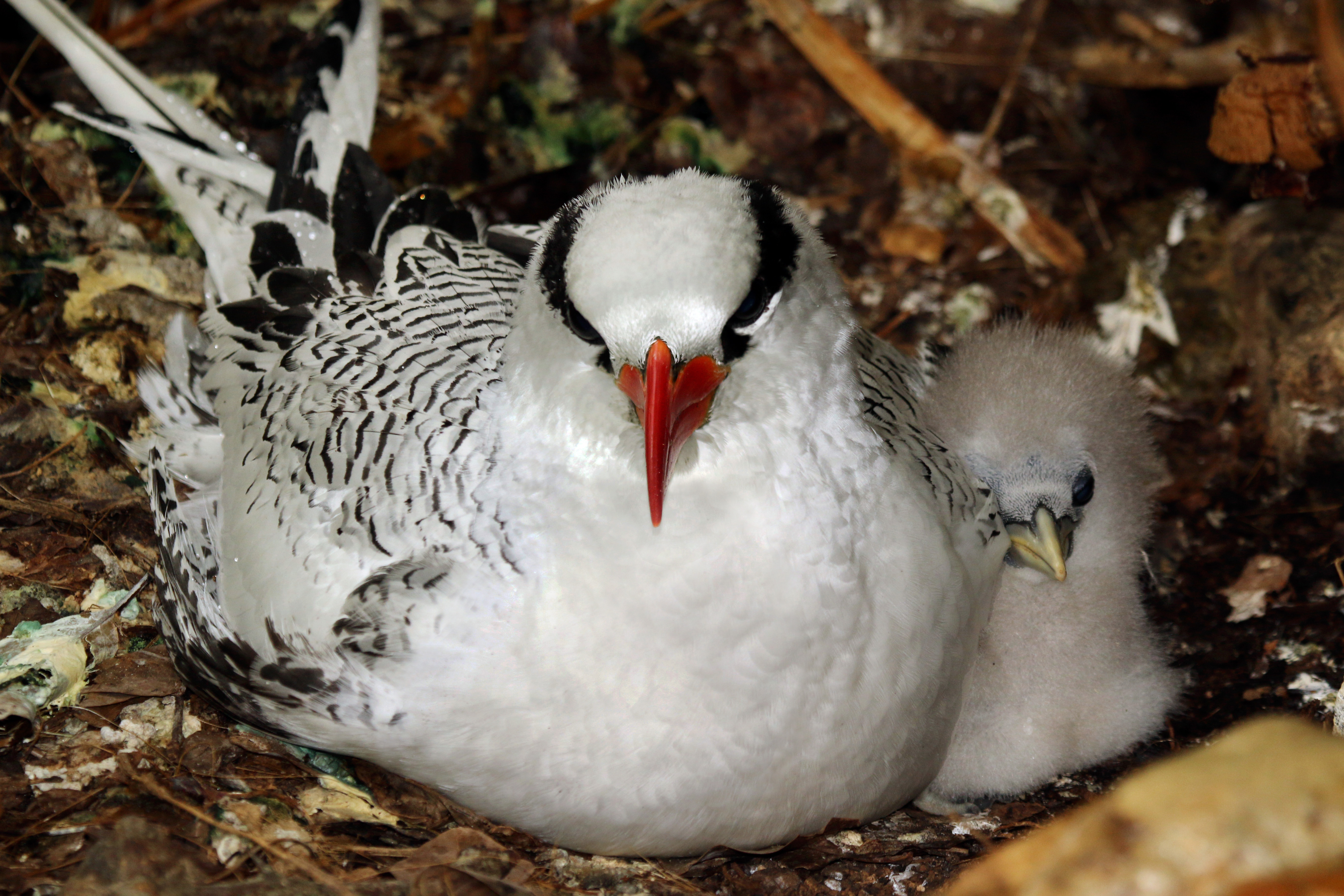
Phaéton à bec rouge au nid, avec un jeune.

Les trois espèces de ce genre sont des oiseaux de mer de taille moyenne (de 70 à 105 cm). Ils ont les ailes longues et étroites, et les rectrices centrales (plumes de la queue) sont très allongées (30 à 56 cm). Ces oiseaux pèsent environ 420 grammes. Leur longévité est de 10 ans.

## Habitats
Essentiellement pélagiques, ces oiseaux se rencontrent dans toutes les zones océaniques tropicales. On peut le trouver essentiellement en Amérique ainsi qu'en Asie du Sud mais aussi en Afrique, ainsi que dans certaines îles comme l'île Maurice, Mayotte, la Martinique, La Réunion et la Polynésie française .

## Reproduction
Le phaéton à bec jaune se reproduit toute l'année. Le site de reproduction est choisi par un couple. L'accouplement a lieu sans préliminaire. Le mâle construit le nid à l'abri du soleil. La femelle y pond un œuf rougeâtre couvé par les deux adultes qui alternent tous les treize jours. La durée totale d'incubation est de 40 à 43 jours. Les adultes nourrissent leur petit par régurgitation directe. Le petit commence à voler au bout de 70 à 85 jours. Les jeunes effectuent leur premier vol avec leurs parents avant d'être indépendants.

## Phaethondans la culture
Le phaéton à bec jaune (Phaethon lepturus) est l'oiseau emblématique de l'île de La Réunion et de l'île Maurice. Il apparaît sur le logo de la compagnie Air Mauritius.

## Liste des espèces et sous-espèces
D'après la classification de référence (version 5.2, 2015) du Congrès ornithologique international (ordre phylogénique) :
- Phaethon aethereus Linnaeus, 1758 – Phaéton à bec rouge
  - sous-espèce Phaethon aethereus mesonauta Peters, JL, 1930 Pacifique est, Atlantique tropical
  - sous-espèce Phaethon aethereus aethereus Linnaeus, 1758 Atlantique sud
  - sous-espèce Phaethon aethereus indicus Hume, 1876 Mer Rouge et région arabo-perse
- Phaethon lepturus Daudin, 1802 – Phaéton à bec jaune
  - sous-espèce Phaethon lepturus catesbyi von Brandt, JF, 1838 Antilles
  - sous-espèce Phaethon lepturus ascensionis (Mathews, 1915) Atlantique tropical sud
  - sous-espèce Phaethon lepturus lepturus Daudin, 1802 Océan Indien
  - sous-espèce Phaethon lepturus europae Le Corre & Jouventin, 1999 île Europa
  - sous-espèce Phaethon lepturus fulvus von Brandt, JF, 1838 île Christmas
  - sous-espèce Phaethon lepturus dorotheae Mathews, 1913 Pacifique tropical ouest
- Phaethon rubricauda Boddaert, 1783 – Phaéton à brins rouges
  - sous-espèce Phaethon rubricauda rubricauda Boddaert, 1783 Océan indien occidental
  - sous-espèce Phaethon rubricauda westralis Mathews, 1912 Océan indien oriental
  - sous-espèce Phaethon rubricauda roseotinctus (Mathews, 1926) Pacifique sud-ouest
  - sous-espèce Phaethon rubricauda melanorhynchos Gmelin, JF, 1789 Pacifique ouest, central et sud

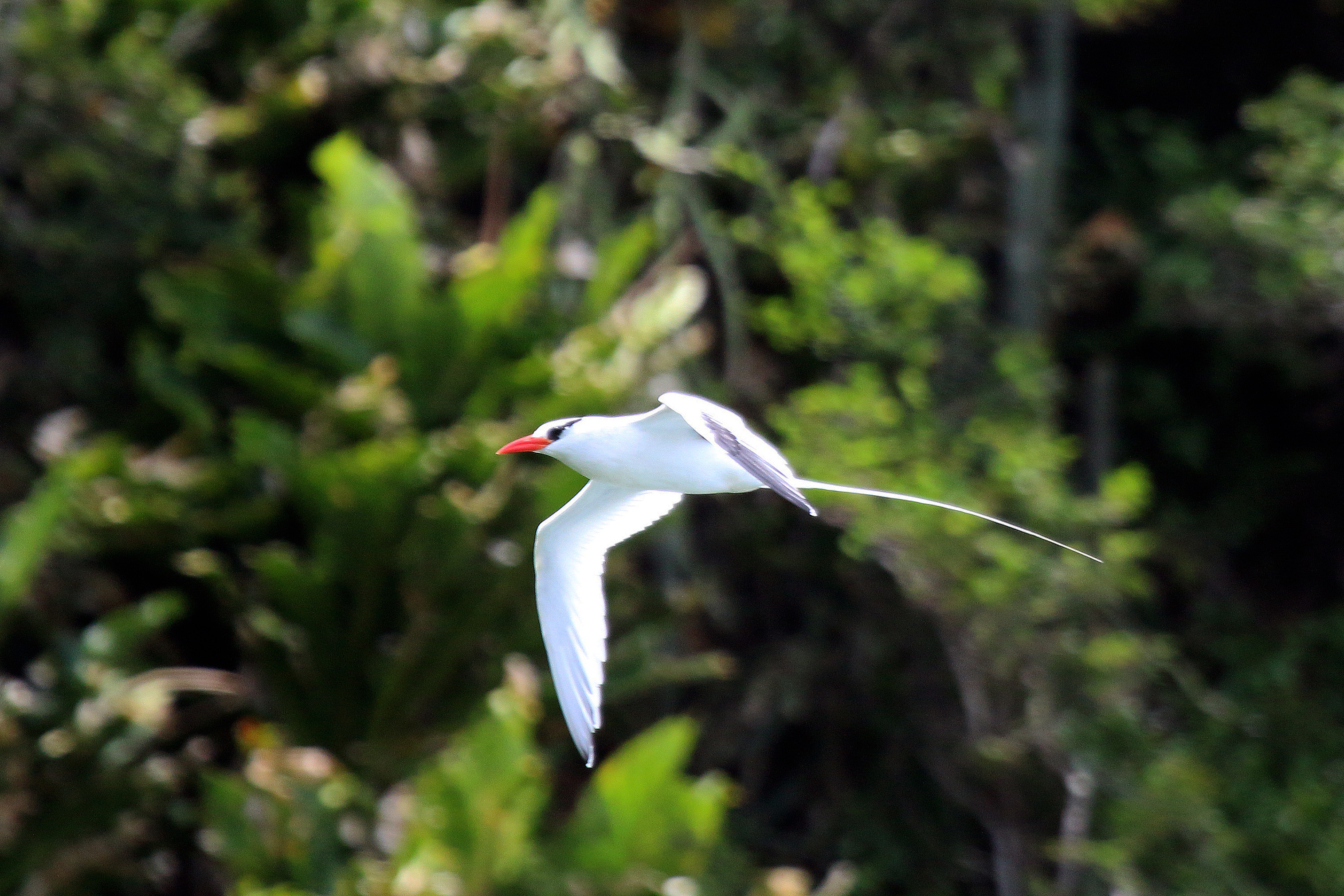
Phaéton à bec rouge
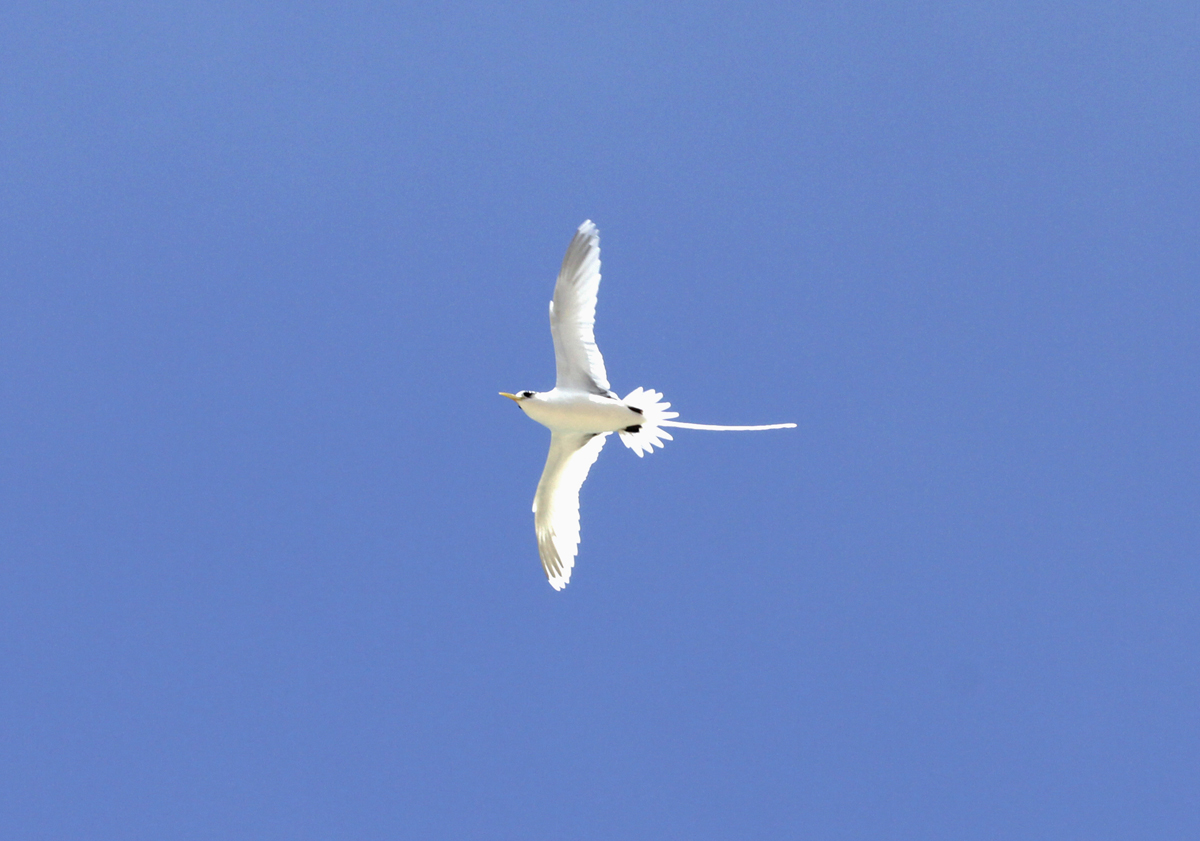
Phaéton à bec jaune ou « paille-en-queue »
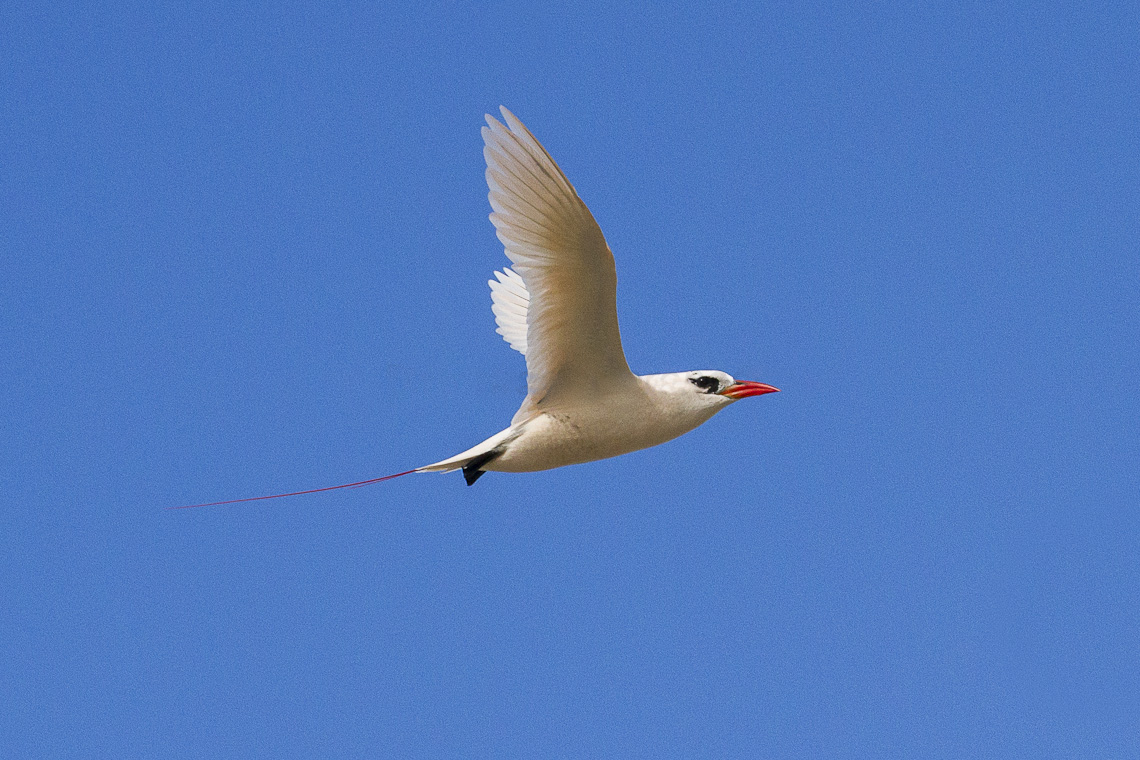
Phaéton à brins rouges